# Petru Suhov
Petru Suhov (n. 1 februarie 1948) este un fost deputat român în legislatura 1992-1996, ales în județul Tulcea pe listele partidului Minorități.